# Catastrophe (Goldstein)
 (mai 2015).
- Si vous ne connaissez pas le sujet, laissez ce bandeau (vous pouvez alors contacter les auteurs).
- Si vous supprimez le contenu mis en cause (vous pouvez préalablement contacter les auteurs),

argumentez précisément cette suppression dans la page de discussion
(un manque de référence n'est pas un argument ; une recherche réelle de référence doit avoir été effectuée, être formellement documentée).
C'est dans La Structure de l'Organisme que Kurt Goldstein développe le concept de comportement catastrophique, qu'il oppose à celui de comportement ordonné. Ces concepts sont issus d'observations de Golstein sur ses patients souffrant de pathologies cérébrales. Ils permettent de mieux appréhender leur comportement, et celui des personnes malades en général.

## Comportement catastrophique et comportement ordonné
Goldstein distingue deux types de comportement chez l'homme :
- Le comportement ordonné : les opérations sont correctes et réussies. Elles manifestent une adéquation entre l'organisme et son milieu, et procurent un sentiment de bien-être, d'aisance et de plaisir.
- Le comportement désordonné, ou catastrophique : les opérations sont manquées. Elles remettent en question l'adéquation entre l'organisme et l'environnement. Le monde est comme ébranlé, ce qui provoque un sentiment d'anxiété.

## Conséquences pour le comportement des personnes malades
D'après les observations de Kurt Goldstein, les patients semblaient vouloir à tout prix éviter les situations qui les mettaient en échec. Ils cherchaient à se maintenir dans une situation qu'ils arrivaient à maitriser.Le souci d'esquiver toute situation catastrophique se manifeste dans la peur du vide de certains patients, ou dans le caractère méthodique et ordonné d'autres patients.
Les états de réaction catastrophiques sont comparés par Goldstein à l'angoisse. En effet, les patients n'ont pas peur de quelque chose qu'ils auraient identifié et dont ils auraient commencé à chercher les solutions possibles, mais ils vivent « l'impossibilité de se mettre en rapport avec le monde, sans savoir pourquoi ». L'angoisse, contrairement à la peur, n'a pas d'objet. C'est un état subjectif propre au comportement catastrophique. Si nous n'envisageons pas seulement ce qu'éprouve le patient, nous pouvons objectivement dire qu'il est en danger dans un environnement qui n'est pas adéquat aux possibilités de son organisme. Mais, dans ce cas, nous faisons une impasse sur le phénomène subjectif mais révélateur de l'angoisse éprouvée par les patients.

## Le comportement catastrophique est-il réservé aux personnes malades?
Néanmoins, ce ne sont pas seulement les personnes malades qui sont confrontées à de telles situations. La distinction entre normal et pathologique ne passe pas par la distinction comportement ordonné / comportement catastrophique. Au contraire, comme nous l'avons vu plus haut, les patients auraient, selon les observations de Goldstein, tendance à éviter toute situation qui leur ferait éprouver une telle angoisse.
Goldstein formule l'hypothèse selon laquelle les personnes saines savent se confronter à de telles situations qui les mettent en difficulté, provoquant de l'angoisse et un comportement catastrophique. Néanmoins, ceux-ci ont la possibilité de les dépasser et d'inventer d'autres normes de comportement pour adapter de nouveau leur organisme à un environnement d'abord hostile.
Cette hypothèse a été reprise par de nombreux philosophes, notamment, en France, par Georges Canguilhem.